# Próba Marsha
Próba Marsha – metoda wykrywania związków arsenu opracowana przez brytyjskiego chemika Jamesa Marsha, polegająca na ich redukcji wodorem in statu nascendi, np. przez działanie kwasem solnym na cynk. Metoda umożliwia analizę bardzo małych ilości tego pierwiastka.

Schematyczne przedstawienie analizy: 1 – mieszanina reakcyjna z próbką, 2 – palnik ogrzewający rurkę, 3 – lustro arsenowe (w przypadku pozytywnej próby), 4 – płonący wodór powstający w reakcjach

W wyniku redukcji związków arsenu z roztworu wydziela się gazowy arsenowodór, który poddany termolizie tworzy tzw. lustro arsenowe, rozpuszczalne w roztworach podchlorynu sodu lub nadtlenku wodoru. Cecha ta umożliwia odróżnienie go od lustra antymonowego, które powstaje w takich samych warunkach, jednak nie rozpuszcza się w tych roztworach.